# 2-й Лихачёвский переулок
2-й Лихачёвский переулок — переулок в Северном административном округе Москвы на территории Головинского района. Проходит от Онежской улицы до Автомоторной улицы. Нумерация домов — от Онежской улицы.

## Описание
Переулок получил своё название 8 сентября 1950 года по бывшему Лихачёвскому шоссе.
Переулок начинается от Онежской улицы (между д. № 6 и 8). Общее направление — с запада на восток. С обеих сторон оборудован тротуарами. Примыканий ни слева ни справа нет, оканчивается Автомоторной улицей (у д. 1).
Ближайшая станция метро «Водный стадион» находится в 2300 метрах от начала переулка (по прямой); ближайшая ж/д станция «Лихоборы» находится в 800 метрах от конца переулка (по прямой).